# Bruno Caracoi
Bruno Caracoi, né le 5 mai 1915, à Trieste, en Littoral autrichien, est un joueur italien de basket-ball.

## Palmarès
- Champion d'Italie 1934, 1940, 1941